# Al Jama-ah
Al Jama-ah (in arabo الجماعة‎?) è un partito politico sudafricano, fondato il 23 aprile 2007 da Ganief Hendricks. Il partito mira a difendere gli interessi dei cittadini musulmani.

## Storia
Il partito si presenta alle elezioni del 2009 e del 2014 senza eleggere nessun candidato. Alle elezioni municipali del 2016, invece, riesce a vincere nove seggi nelle municipalità sudafricane.
Nelle elezioni del 2019 elegge il suo primo rappresentate nazionale, nonché un membro del parlamento della provincia del Capo Occidentale.

## Ideologia
Il programma elettorale del 2019 prevedeva la salvaguardia dell'Islam, la lotta alla corruzione e il miglioramento dei servizi pubblici.

## Risultati elettorali
| Elezione      | Voti   | %    | Seggi   |
| ------------- | ------ | ---- | ------- |
| Generali 2009 | 25 947 | 0,15 | 0 / 400 |
| Generali 2014 | 25 976 | 0,14 | 0 / 400 |
| Generali 2019 | 31 468 | 0,18 | 1 / 400 |
| Generali 2024 | 39 067 | 0,24 | 2 / 400 |